# Druskininkai
Druskininkai anhörenⓘ (polnisch Druskieniki, deutsch bis ins 18. Jahrhundert Druscheninken) ist eine Stadt mit 14.764 Einwohnern in der Gemeinde Druskininkai (mit 21.509 Einwohnern) in Litauen.

## Lage
Druskininkai liegt in der historischen Landschaft Dzūkija, rund 130 km südwestlich der Landeshauptstadt Vilnius und 40 km nördlich von Hrodna (Belarus) an der Memel. Der Kurort ist bekannt für seine landschaftlich reizvolle Lage inmitten von Moränenhügeln in einer Waldlandschaft. Durch die Stadt fließt die Ratnyčia.

## Einwohner
In der Stadt Druskininkai leben 14.764 Einwohner (2011), davon 88,94 % Litauer (13.132), 4,14 % Polen (612), 3,58 % Russen (530), 1,7 % Belarussen (251), 0,46 % Ukrainer (70) und 1,15 % andere (170).

## Geschichte
Der Name der Stadt kommt vom litauischen Wort druska, was ‚Salz‘ bedeutet. Bereits 1794 ernannte König Stanislaus August Poniatowski Druskininkai per Dekret zur Heilstätte. Im Jahr 1837 erfolgte durch Zar Nikolaus I. die Ernennung zur Stadt und wurde das erste Sanatorium für Beamte des Russischen Reiches errichtet. Der litauische Komponist und Maler Mikalojus Konstantinas Čiurlionis (1875–1911) erhielt unter anderem hier in der Jugend seine musikalische Ausbildung und war zeitlebens kulturell mit der Stadt verbunden.

## Kultur

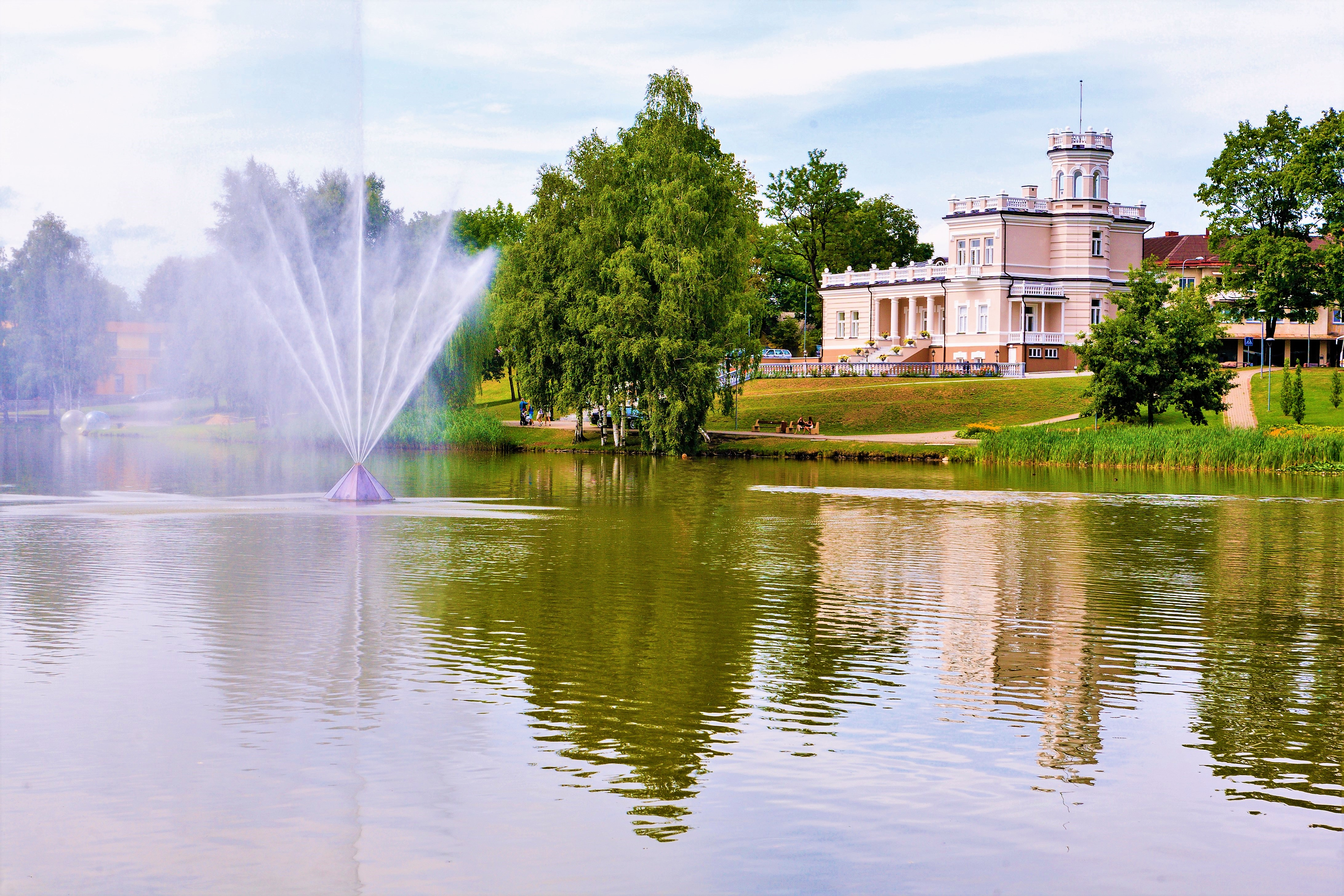
See im Stadtzentrum

- Das 1999 gegründete Stadtmuseum von Druskininkai mit Sammlungen zur Ortsgeschichte befindet sich in einer im Stil der Moderne und des Neoklassizismus für den Bankier Adolf Kiersnovski am Ufer des Druskonissees von 1905 bis 1909 erbauten Villa. Diese gehörte vor dem Zweiten Weltkrieg der Familie Kiersnovski, deren neugotisches Mausoleum von 1899 auf dem Altstadtfriedhof von Druskininkai erhalten ist. Nach dem Krieg befand sich in dem Gebäude bis 1977 der Pionierpalast, danach ein Standesamt.
- Seit 1998 besteht in Druskininkai das Museum des Widerstandes und des Exils (litauisch: Druskininkų rezistencijos ir tremties muziejus), eine Außenstelle des Museums der Okkupationen und Freiheitskämpfe in Vilnius.[2]
- Das in Čiurlionis’ Wohnhaus 1963 eingerichtete Čiurlionis-Memorialmuseum zeigt neben einer Dauerausstellung zum Leben des Künstlers wechselnde Ausstellungen zu unterschiedlichen Themen.
- Die katholische Kirche der Jungfrau Maria Skapulier in Druskininkai, ein neugotischer Backsteinbau, wurde von 1912 bis 1931 errichtet, Architekt: Stefan Szyller.
- Die orthodoxe Kirche der Ikone der Muttergottes von Druskininkai Freude für alle Bekümmerten wurde von 1861 bis 1865 erbaut.

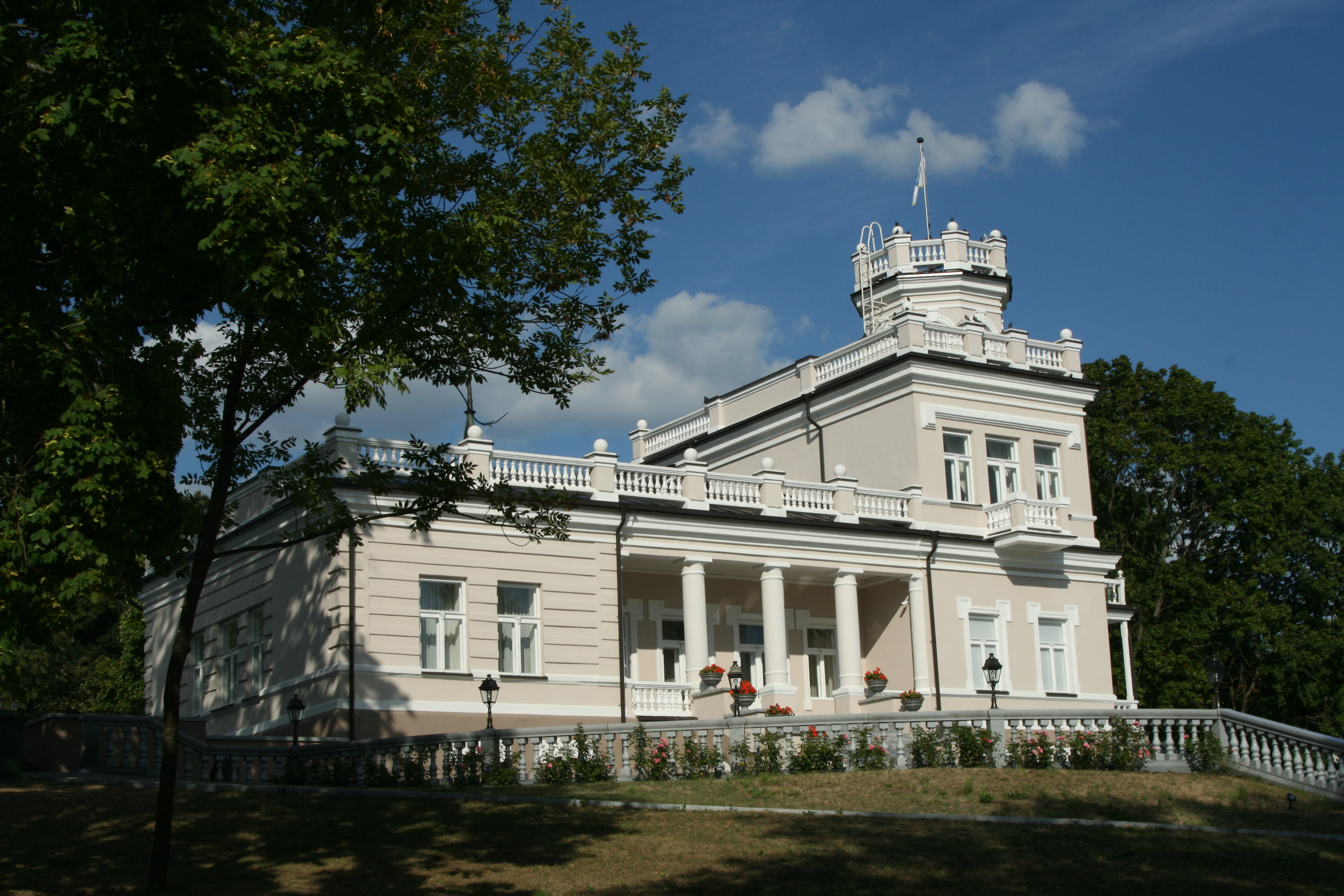
Stadtmuseum von Druskininkai
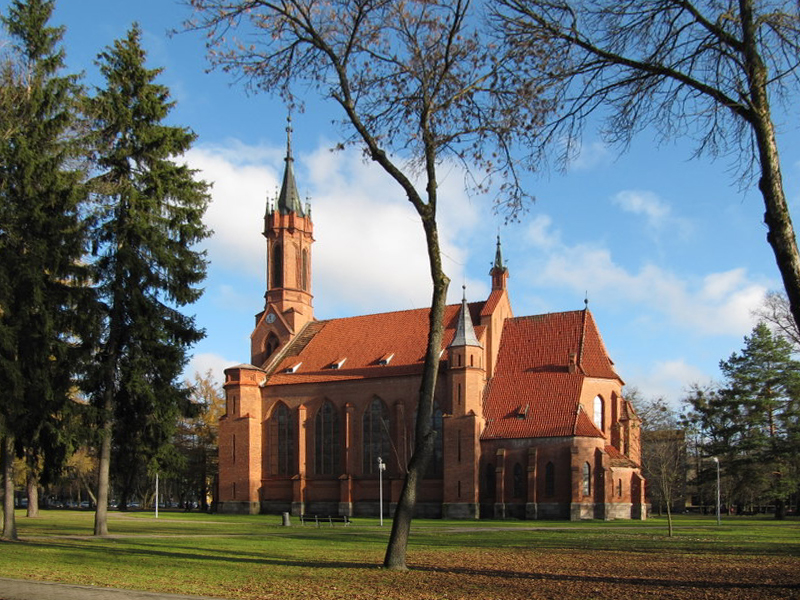
Katholische Kirche
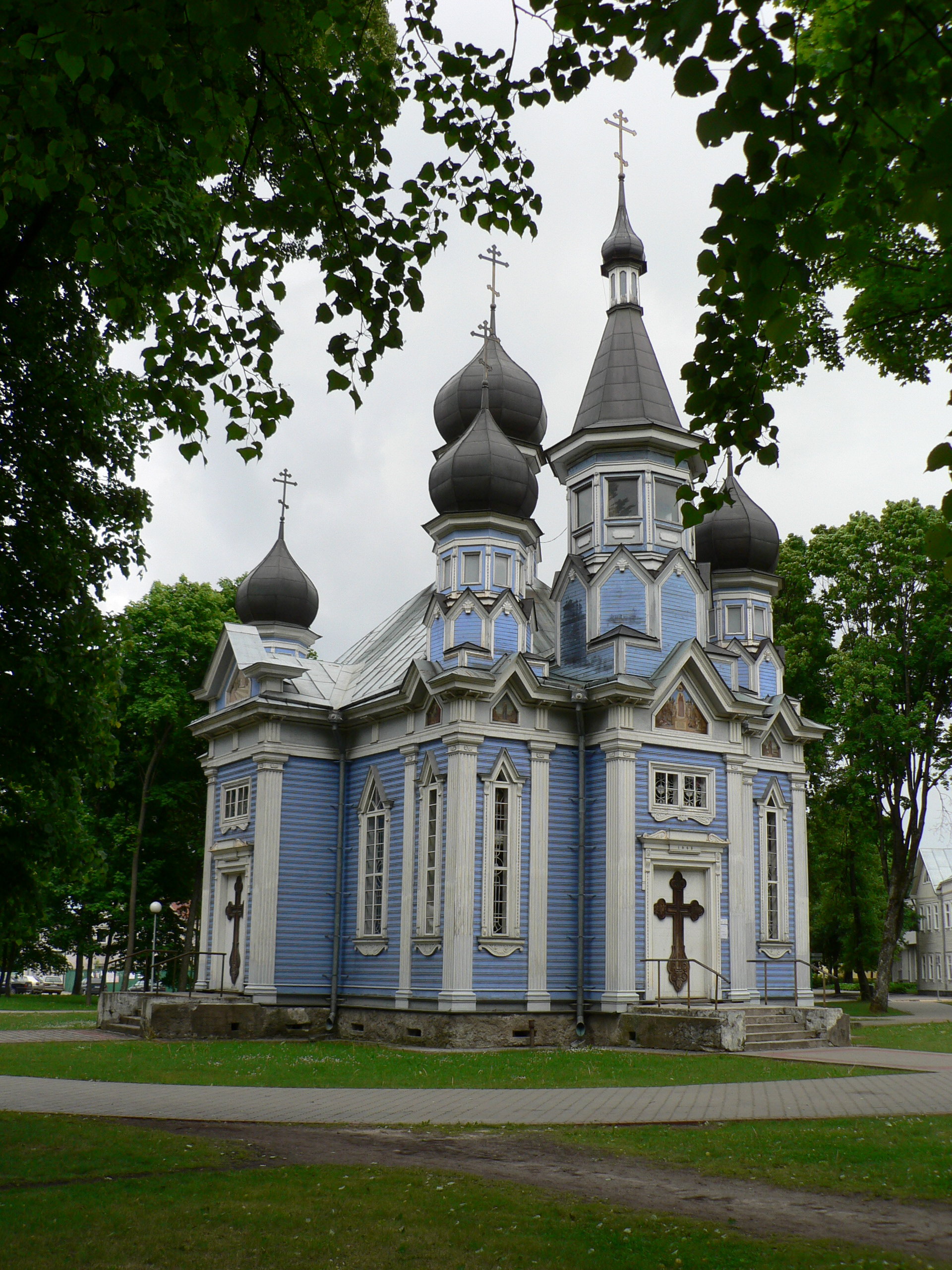
Orthodoxe Kirche
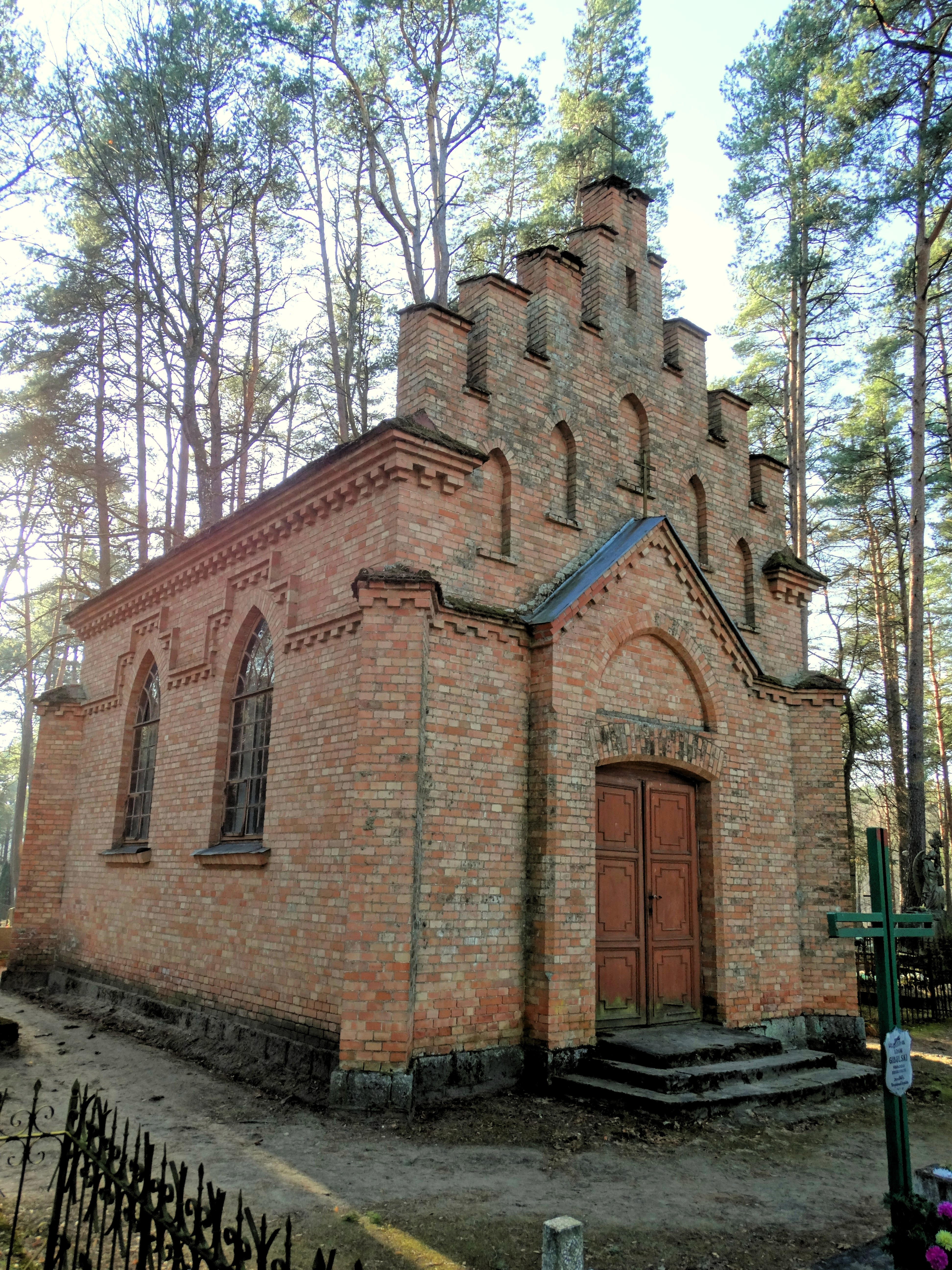
Kapelle und Mausoleum der Familie Kiersnovski

Der Grūtas-Park, ein Museum im Freien mit demontierten Statuen und Denkmälern aus der Epoche der Litauischen SSR, befindet sich bei dem zur Gemeinde Druskininkai gehörenden Dorf Grūtas. Das Girios aidas ist ein Waldmuseum und Umweltinformationszentrum der Oberförsterei Druskininkai. Seit 2011 gibt es Snow Arena, eine Skihalle.

## Städtepartnerschaften
- Elbląg
- Strzelce Opolskie
- Ystad seit 2000

## Söhne und Töchter der Stadt
- Jacques Lipchitz (1891–1973), französischer Künstler (Plastiker)
- Marian Turski (1926–2025), polnischer Journalist und KZ-Auschwitz-Überlebender
- Jeremy Bujakowski (1939–2010), indischer Skirennläufer, in Druskininkai geboren
- Viliumas Malinauskas (* 1942), litauischer Unternehmer, Museumsleiter und -gründer, Träger des Alternativen Nobelpreises von Harvard
- Saulius Pečeliūnas (1956–2023), litauischer Politiker, Mitglied des Seimas
- Donatas Morkūnas (* 1957), litauischer Politiker, Mitglied des Seimas
- Laima Liucija Andrikienė (* 1958), litauische Politikerin, Mitglied im Europäischen Parlament
- Juozas Galdikas (* 1958), litauischer Gefäßchirurg und Politiker, Minister
- Almantas Savonis (* 1970), litauischer Handballspieler
- Vilius Semeška (* 1972), litauischer Politiker, Seimas-Mitglied, ehemaliger Vizeminister
- Ignas Brasevičius (* 1984), litauischer Leichtathlet
- Romas Kirveliavičius (* 1988), litauisch-österreichischer Handballspieler

## Ehrenbürger von Druskininkai
- Vytautas Kazimieras Jonynas (1907–1997), Künstler
- Justinas Karosas (1937–2012), Philosoph und Politiker
- Bronislovas Lubys (1938–2011), Unternehmer und Politiker, Ministerpräsident Litauens
- Viliumas Malinauskas (* 1942), Museumsleiter und -gründer, Träger des Alternativen Nobelpreises von Harvard